# Бегалов, Давид Рубенович
Давид Рубенович Бегалов (26 ноября 1951, Ростов-на-Дону — 13 ноября 2013, Ростов-на-Дону) — российский скульптор.

## Биография
Родился 26 ноября 1951 в Ростове-на-Дону. Закончил Ленинградское художественное училище им. В. А. Серова. Окончил Ленинградское ВХПУ им. В. И. Мухиной.
Давид Бегалов был одним из инициаторов переноса памятника Карлу Марксу с одноимённой площади Ростова-на-Дону и восстановлению на историческом месте памятника создательницы Нахичевани-на-Дону Екатерины II.
Жена — архитектор Светлана Игоревна Бегалова.
Умер 13 ноября 2013 года. Похоронен в Ростове-на-Дону на Армянском (Пролетарском) кладбище.

## Память

Мемориальная доска в Ростове-на-Дону

В Ростове-на-Дону на доме по пр. Стачки, где находилась мастерская Бегалова, установлена памятная доска.

## Персональные выставки
- 2007 — «Давид Бегалов». Ростовский областной музей изобразительных искусств, Ростов-на-Дону.

## Известные работы
- 1999 — Памятник Иосифу Аргутинскому. Ростов-на-Дону[3][5].
- 2004 — Памятник Вартересу Самургашеву. Ростов-на-Дону[6].
- 2005 — Памятник адмиралу Ф. Ф. Ушакову. Новороссийск.
- 2008 — Памятник Фаине Раневской. Таганрог.
- 2009 — «Ангел-хранитель». Таганрог[7].
- 2010 — «Человек в футляре». Таганрог[8][9].
- 2010 — «Артёмка». Таганрог[10][11].
- 2011 — Скульптурная композиция «Толстый и тонкий». Таганрог[12].
- 2014 — Памятник «Пограничникам всех поколений». Ростов-на-Дону[13].